# 坎波罗通多-迪菲亚斯特罗内
坎波罗通多-迪菲亚斯特罗内（義大利語：Camporotondo di Fiastrone），是意大利马尔凯大区马切拉塔省的一个市镇。总面积8平方公里，人口598人，人口密度74.8人/平方公里（2009年）。ISTAT代码为043008。